# Chiesa di Santa Croce (Lanzo Torinese)
La chiesa di Santa Croce, posta nella parte bassa di Lanzo Torinese, è l'edificio religioso più antico della città piemontese ad oggi esistente. I suoi numerosi stili architettonici testimoniano i vari rimaneggiamenti da essa subiti nel tempo.

## Storia
L'origine dell'attuale chiesa di Santa Croce risale al 1200. Anticamente la chiesa era posta appena fuori dalle mura del Borgo di Lanzo, in piazza San Giacomo; era dedicata ai santi apostoli Giacomo e Filippo (ricordati in un affresco a sinistra dell'altar maggiore) ed era la sede della Confraternita dei Disciplinati di Santa Croce, i cui confratelli si occupavano dell'assistenza degli infermi. Questa confraternita, già esistente nel 1270 (come testimoniato da una bolla di papa Innocenzo IX e dalla sua traduzione in volgare da parte del cappuccino Padre Enrico), nel 1353, diede vita ad un ospedale (Hospitium peregrinorum) all'interno della costruzione per soccorrere i forestieri ed i pellegrini che, per recarsi a Santiago di Compostela, seguivano l'itinerario lanzese ed avevano come punto di riferimento di culto la chiesa di San Giacomo di Gisola (Pessinetto). Solo i pellegrini venivano assistiti nell'hospitium peregrinorum, mentre i lanzesi venivano assistiti dai confratelli (chiamati batù, "battuti" in italiano) direttamente presso le loro case.
L'attività ospedaliera si esaurì nel 1660 e da quel momento la chiesa venne abbellita con finestre lunettate graffite sui fianchi, con la costruzione del campanile, la sopraelevazione del presbiterio per accogliere l'altar maggiore castellamontiano o lanfranchiano e con la costruzione della facciata.
Attualmente, Santa Croce è una chiesa che presenta sui muri esterni fregi ad archetti elaborati in stile gotico. Il portale gotico, oggi murato, conduceva all'interno dell'ospedale. All'interno sono presenti numerosi dipinti, un Crocifisso settecentesco chiamato "dei Lucca" ed una macchina lignea raffigurante Cristo Risorto che viene portata in processione per le vie di Lanzo durante la festa venticinquennale di Cristo Risorto.
La chiesa è quindi costruita con un insieme di stili architettonici distinti:
- la primitiva navata centrale e l'abside semicircolare risale al secolo XIII;
- la nuova navate e l'abside quadrata coperta da volta ogivale e quindi contraffortata risale al secolo XIV;
- i nuovi ornamenti del 1614 con finestre lunettate graffite sui fianchi risalgono al secolo XVII;
- il campanile (1776) e la sopraelevazione del presbiterio con le volte del 1756-1760 per accogliere l'altare maggiore risalgono al secolo XVIII;
- la nuova facciata in stile neomedievale in cotto (1956) risale al XIX secolo.

## L'interno

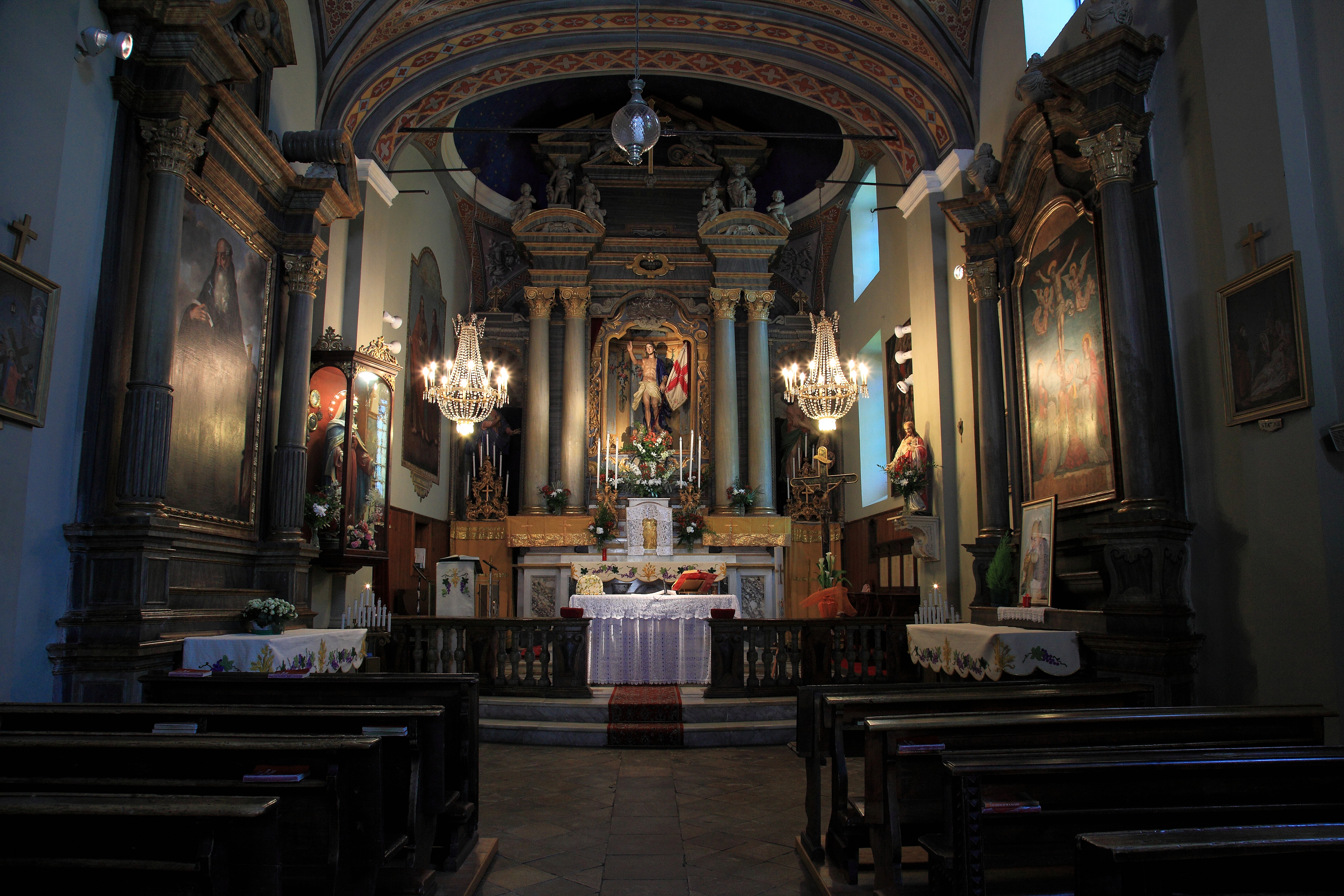
L'interno della chiesa

- Crocifisso settecentesco "dei Lucca": la tradizione vuole che sia stato sottratto dalla chiesa dell'eremo dei Camaldolesi di Lanzo da ignoti e da questi abbandonato alle Grange. Ritrovato successivamente da un membro della famiglia Lucha (ora Lucca), ora viene portato in esclusiva in processione dai membri maschi della famiglia in occasione della Via Crucis e del Corpus Domini.
- Altare di destra: ospita una pala d'altare lignea del '500, opera di un ignoto pittore di scuola fiamminga, e raffigurante i Disciplinati di Cristo ai piedi della Croce e circondati dalla Madonna e da san Giovanni.
- Altare di sinistra: ospita una tela di sant'Antonio abate dietro cui vi è traccia di una pittura murale del Quattrocento raffigurante san Francesco (e un affresco dello stesso periodo è ancora appena visibile sul muro esterno della chiesa sotto gli ornamenti in laterizio ed a lato della vecchia porta gotica incorniciata di cotto).
- Altare centrale: sono presenti una tela ed una statua lignea del Cristo Risorto che tradizionalmente vengono lasciati coperti tranne che nei giorni che vanno tra Pasqua ed il Corpus Domini; la statua del Cristo Risorto, assieme a quelle dell'Angelo e della Maddalena, vengono solennemente portate in processione nella festa cinquantennale di Cristo Risorto, celebrata appunto ogni cinquant'anni la terza domenica dopo Pasqua.
- Sacrestia: contiene una pala raffigurante la Madonna con Bambino ed un gruppo di santi.
- Sono poi presenti, all'interno della chiesa, il pulpito ligneo intagliato a grosse mandorle e la statua lignea dell'Addolorata che viene portata in processione nel rito penitenziale del Giovedì santo assieme a tutti i simboli della passione.